# HMS Shannon (1875)
Den engelske panserkrydser Shannon var Royal Navy's svar på den russiske General Admiral. På grund af sin relativt lave fart var den ikke noget vellykket skib, og den var kun udrustet nogle få gange. Dens problem var, at den var for svag til at indgå i en formation af panserskibe og for langsom til krydsertjeneste. Shannon var det sidste engelske panserskib, der havde skruen anbragt i en sænkebrønd. Navnet Shannon henviser til den længste flod i Irland, der på den tid var en del af Det forenede kongerige Storbritannien og Irland. Shannon var det ottende af ni skibe i Royal Navy med dette navn.

## Tjeneste
Shannon fik kun kort aktiv tjenestetid i den engelske flåde, primært i form af udsendelse til Stillehavseskadren fra 1879 til 1881. Eskadren var baseret i Esquimalt på Vancouver Island i Canada, og på grund af den lange afstand til England havde skibets kaptajn forbud mod at prøveskyde sine 25,4 cm kanoner, fordi der ikke fandtes lager af ammunition til dem på basen. Shannon blev allerede i 1883 overført til kystvagten. Flyttet til reserven i 1893 og udgået i 1899.